# Svenska mästerskapen i fälttävlan 2014
Svenska mästerskapen i fälttävlan 2014 avgjordes den 26-29 juni på Flyinge kungsgård och arrangerades av Pro Eventing Ryttarförening. Tävlingen var den 64:e upplagan av Svenska mästerskapen i fälttävlan. 

## Resultat
| Placering | Ryttare             | Klubb            | Häst              | Straffpoäng |
| --------- | ------------------- | ---------------- | ----------------- | ----------- |
| 1         | Viktoria Carlerbäck | Borås FRK        | Volt af Källstorp | 52          |
| 2         | Katrin Norling      | Mantorpsryttarna | Zarina Cora       | 59,3        |
| 3         | Hannes Melin        | Henriksdals RF   | Gaston KLG        | 60,4        |